# Jágónak
Jágónak (németül: Jagenak) község Tolna vármegyében, a Dombóvári járásban.

## Fekvése
A Dunántúli-dombságban, a Zselic északi részén, a Sarádi-patak mellett fekszik, Tolna megye délnyugati sarkában. Legnyugatibb pontja egybeesik Tolna, Baranya és Somogy vármegyék hármashatárával. Közigazgatási területe észak-déli irányban hosszan elnyúlik, a legészakibb és legdélibb határpontjai közti távolság majdnem 10 kilométer.
A közvetlenül határos települések: észak felől Kapospula, észak-északkelet felől Dombóvár, kelet-északkelet felől Kaposszekcső, kelet felől Vásárosdombó, délkelet felől Tarrós, dél felől Meződ, délnyugat felől Baranyajenő, északnyugat felől pedig Kercseliget. Pontszerűen határos még észak-északnyugati irányból Attalával, illetve csak nagyon kevés híja van annak, hogy nem határos dél-délkelet felől még Vázsnokkal is.
A legközelebbi város Sásd, 6 kilométerre délre; a járási székhely, Dombóvár 9 kilométerre fekszik északkeleti, a megyeszékhely, Szekszárd pedig körülbelül 60 kilométerre, keleti irányban.

### Megközelítése
Közúton a 611-es főútról érhető el a 6519-es úton, vagy a 61-es főútról Nagyberkinél letérve, a 6512-es úton, Kercseligeten keresztül. Külterületeit délkeleten, egy rövid szakaszon érinti a Tarrósra vezető bekötőút (a 65 178-as számú mellékút) is.
A közúti tömegközlekedést a Volánbusz autóbuszai biztosítják.
Vasútvonal nem vezet át a településen; a legközelebbi vasúti megállási pont Kaposszekcsőn található, a MÁV 40-es számú Budapest–Pusztaszabolcs–Pécs-vasútvonalon (Kaposszekcső megállóhely). Ugyanakkor a községtől mindössze pár kilométerre található a dombóvári vasúti csomópont is, ahonnan Budapest, Pécs, Kaposvár-Gyékényes, illetve Bátaszék felé is tovább lehet utazni.

## Története
A 18. század második felében svábok érkeztek a településre. A második világháború után a németeket kitelepítették, helyükre a csehszlovák–magyar lakosságcsere keretében felvidéki magyarok érkeztek.
1975-ben került át Baranya megyéből Tolna megyébe.

## Közélete

### Polgármesterei
- 1990–1994: Márhoffer János (független)[3]
- 1994–1998: Márhoffer János (független)[4]
- 1998–2002: Máté János (független)[5]
- 2002–2006: Máté János (független)[6]
- 2006–2010: Lőczi László (független)[7]
- 2010–2014: Lőczi László (független)[8]
- 2014–2019: Lőczi László (független)[9]
- 2019–2024: Lőczi László (független)[10]
- 2024– : Lőczi László (független)[1]

Jágónak Község Önkormányzatának címe: 7357 Jágónak, Kossuth L. u. 22., telefon- és faxszáma 74/565-137, e-mail címei jagonak@polghiv.tolnamegye.hu, jagonak@axelero.hu és jagonak@aldocom.hu.

### Népesség
A település népességének változása:
- 1990 (népszámlálás): 325 fő
- 2001 (népszámlálás): 302 fő
- 2009: 261 fő

| Lakosok száma | 257  | 246  | 259  | 187  | 222  | 220  | 227  |
|               | 2013 | 2014 | 2015 | 2021 | 2022 | 2023 | 2024 |

2001-ben a lakosok 96%-a magyarnak, kb. 1,5%-a németnek vallotta magát.
A 2011-es népszámlálás során a lakosok 84,9%-a magyarnak, 1,3% cigánynak, 3,8% németnek, 0,4% románnak mondta magát (14,3% nem nyilatkozott; a kettős identitások miatt a végösszeg nagyobb lehet 100%-nál).
2022-ben a lakosság 89,2%-a vallotta magát magyarnak, 5,4% németnek, 2,7% ukránnak, 2,3% cigánynak, 0,9% szlovénnek, 0,5% horvátnak, 0,9% egyéb, nem hazai nemzetiségűnek (8,6% nem nyilatkozott; a kettős identitások miatt a végösszeg nagyobb lehet 100%-nál).

## Vallás
A 2001-es népszámlálás adatai alapján a lakosság kb. 85,5%-a római katolikus és kb. 4,5%-a református vallású. Nem tartozik egyetlen egyházhoz vagy felekezethez sem, illetve nem válaszolt kb. 10%.
2011-ben a vallási megoszlás a következő volt: római katolikus 62,6%, református 3,4%, evangélikus 0,4%,  felekezeten kívüli 4,6% (29% nem nyilatkozott).
2022-ben vallása szerint 41% volt római katolikus, 2,3% evangélikus, 1,8% református, 3,6% egyéb keresztény, 3,2% egyéb katolikus, 18,5% felekezeten kívüli (29,7% nem válaszolt).

### Római katolikus egyház
A Pécsi Egyházmegye (püspökség) Dombóvári Esperesi Kerületében lévő Kaposszekcsői plébániához tartozik, mint filia. Római katolikus iskolakápolnájának titulusa: Szent István.

### Református egyház
A Dunamelléki Református Egyházkerület Tolna Református Egyházmegyéjébe tartozik. Nem önálló egyházközség, csak szórvány.

### Evangélikus egyház
A Déli Evangélikus Egyházkerület Tolna-Baranyai Egyházmegyéjében lévő Dombóvár-Kaposszekcső-Csikóstőttős Társult Evangélikus Egyházközséghez tartozik, mint szórvány.

## Nevezetességei

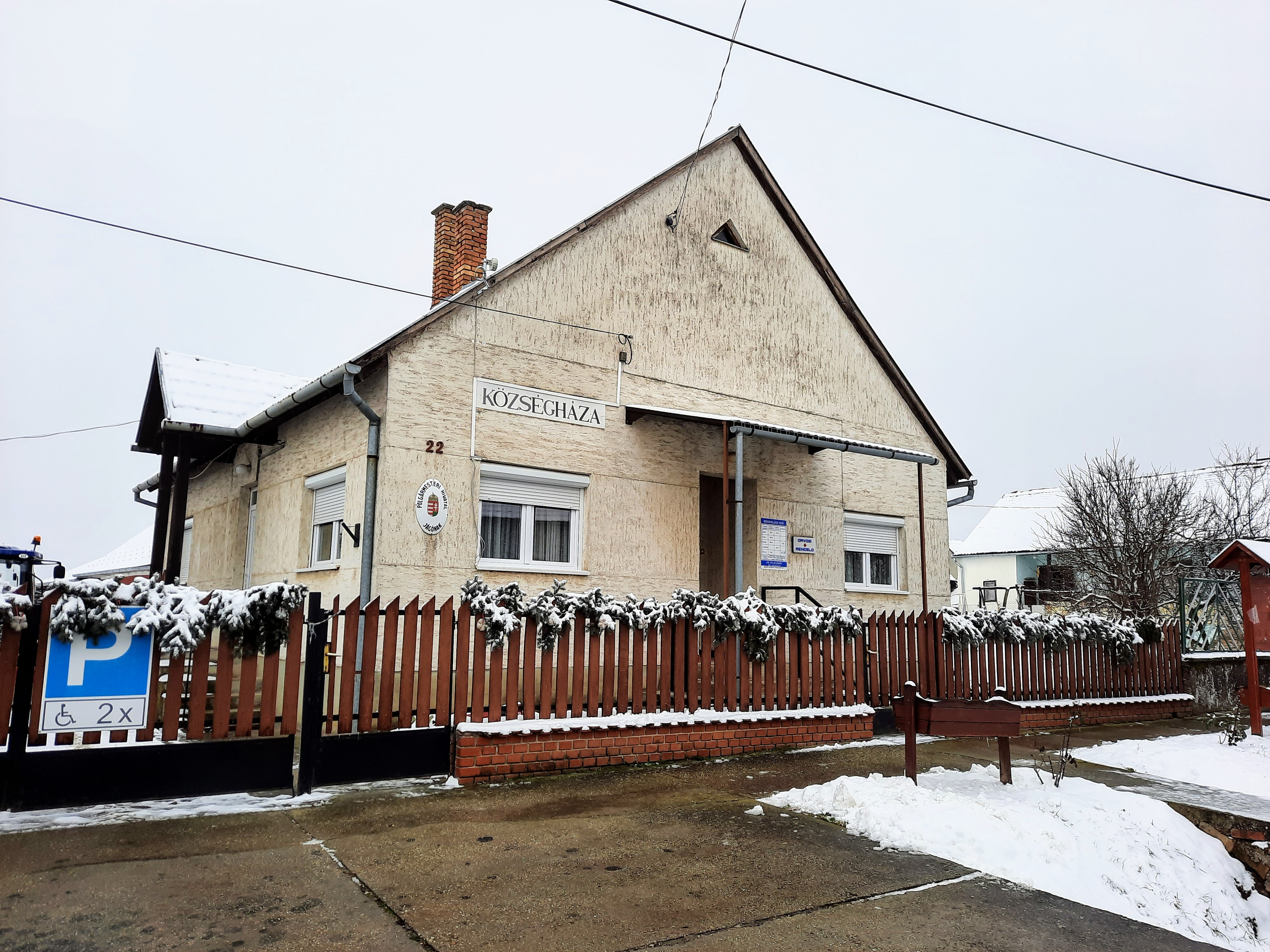
községháza

- Római katolikus (Szent István-) iskolakápolna.
- Kőkereszt.
- Várrom

Az egykori Daruvár vagy Dáróvár csekély falmaradványai egy, a környezetéből feltűnően kiemelkedő, minden irányból meredek lejtőkkel övezett magaslaton lelhetők fel, a központtól bő 4 kilométerre északra, Dombóvár-Szőlőhegyhez jóval közelebb.

## Rendezvények
- Búcsú: augusztus 20.